# 양평 사나사 원증국사석종비
양평 사나사 원증국사석종비(楊平 舍那寺 圓證國師石鐘碑)는 대한민국 경기도 양평군 옥천면 용천리에 있는 고려시대의 석종비이다. 1978년 10월 10일 경기도의 유형문화재 제73호로 지정되었다.

## 개요
사나사를 중창했던 고려 후기의 승려 원증국사 보우(1301∼1382)의 비이다. 보우의 호는 태고이며, 시호는 ‘원증’이고, 탑의 이름은 ‘보월승공’이다.
비는 고려말·조선초에 유행했더 양식으로, 받침돌 윗면에 비를 꽂아둘 네모난 홈을 파서 비몸을 세우고, 그 양 옆에 기둥을 대어 지붕돌을 얹었다. 비문은 파손되어 내용을 완전히 파악하기는 어렵다.
고려 우왕 12년(1386) 보우의 제자 달심이 세운 비로, 비문은 정도전이 짓고, 재림사의 주지인 의문이 글씨를 썼다. 비 뒷면에는 비를 세울 때 도움을 준 신도들의 명단을 적었다.

## 같이 보기
- 보우

## 참고 문헌
- 사나사원증국사석종비 - 국가유산청 국가유산포털